# جون بلاند (ممثلة)
جون بلاند (بالإنجليزية: June Bland)‏ هي ممثلة بريطانية، ولدت في 2 يونيو 1931.

## وصلات خارجية
- جون بلاند (ممثلة) على موقع IMDb (الإنجليزية)
- جون بلاند (ممثلة) على موقع قاعدة بيانات الفيلم (الإنجليزية)